# Harspåret

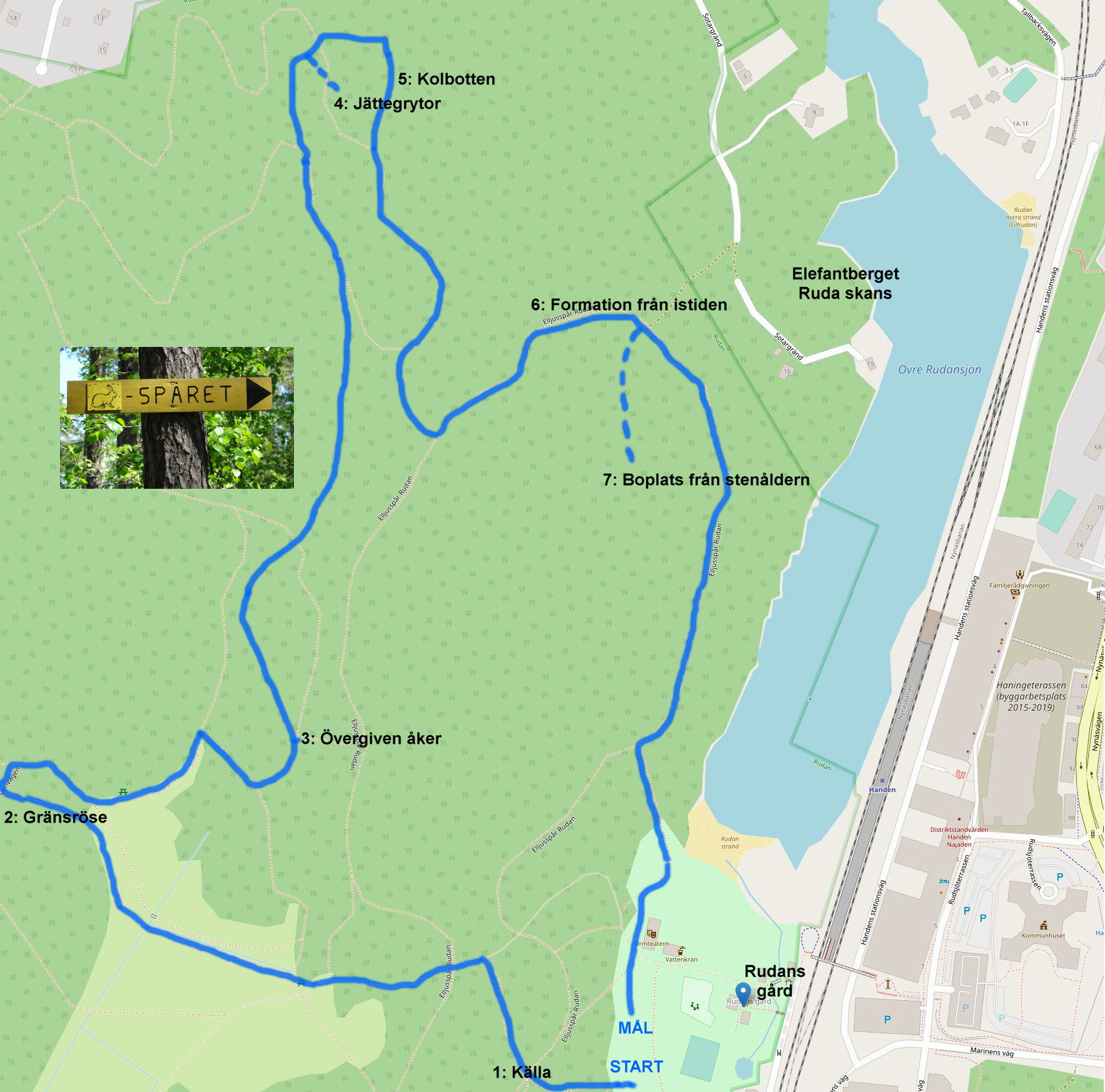
Karta, Harspåret.

Harspåret kallas en vandringsled i Rudans naturreservat i Haninge kommun, Stockholms län. Leden är 3,7 kilometer lång och markerad med en hare på gul botten, därav namnet. Längs med leden, som även kallas ”kulturstig”, finns flera stationer som berättar om geologiskt och kulturhistoriskt intressanta platser.

## Allmänt
Harspåret är en av flera vandrings- och motionsslingor som startar i Rudans friluftsområde vid Rudans gård. Harleden är iordninggjord som kulturstig för vuxna och barn. Vid sju stationer berättas om livet vid Rudan ända tillbaka till stenåldern och om geologiska formationer som senaste istiden lämnat. Terrängen är mycket varierad och stigen enkel att gå, dock inte med barnvagn eller rullstol. Höjdskillnaden är 27 meter mellan högsta och lägsta punkt. Går man medurs kommer stationerna med sina informationsskyltar i rätt följd. Längs med rundan finns flera sittplatser. Hela slingan är 3,7 kilometer lång. Vill man göra en avstickare till Elefantberget och Ruda skans blir sträckan cirka 500 meter längre.
Rudans naturreservat och Rudans friluftsområde ligger direkt väster om Handenterminalen där både pendeltåg (station Handen) och ett stort antal bussar ansluter. Via en gång- och cykelbro kan man ta sig över spårområdet till Rudans gård. Parkeringsplatser vid Rudans gård kan nås via Lillsjövägen och Rudanvägen från norra delen av Jordbro företagspark.

## Harspårets stationer
| Bild | Station                                                                  | Beskrivning |
| ---- | ------------------------------------------------------------------------ | --- |
|      | 1: Källan 59°09′50″N 18°07′43″Ö / 59.16388°N 18.12873°Ö                  | Källan är Rudans gårds gamla brunn där man hämtade vatten till stall och ladugård. Den grävdes på 1920-talet. Möjligtvis fanns en rörledning ner till gården. Nuvarande inramning är av nyare datum. |
|      | 2: Gränsröse 59°09′58″N 18°07′07″Ö / 59.16617°N 18.11864°Ö               | Gränsröset består av en rest stenhäll med en inristad romb. Det kan ha rests 1878 då man rätade ut gränsen för Rudans ägor mot granngårdarna Kolartorp, Söderby och Kalvsvik. |
|      | 3: Övergiven åker 59°09′59″N 18°07′26″Ö / 59.16650°N 18.12377°Ö          | I skogen syns rester efter några diken som löpte runt kanten av ett litet fält, en så kallad inäga. Åkern brukades till slutet av 1800-talet och övergavs därefter. Sedan dess tog skogen över stället. |
|      | 4: Jättegrytor 59°10′16″N 18°07′31″Ö / 59.17102°N 18.12535°Ö             | En kort avstickare från stigen leder besökaren till några så kallade jättegrytor. Förr trodde man att detta var jättens kokgrytor. De bildades av smältvatten vid slutet av den senaste istiden, när inlandsisen drog sig tillbaka för ungefär 10 000 år sedan. I närheten finns flera jättegrytor, bland annat i Kolartorps naturreservat.                                    |
|      | 5: Kolbotten 59°10′16″N 18°07′35″Ö / 59.17102°N 18.12631°Ö               | På denna plats låg en av många kolmilor som fanns i Rudanskogen och där man tillverkade träkol. Numera markeras stället av en så kallad kolbotten. Under mossan är marken fortfarande svart av kol och sot. Marken tillhörde Kolartorpet där det bodde kolare. |
|      | 6: Formation från istiden 59°10′13″N 18°07′41″Ö / 59.17032°N 18.12796°Ö  | Bergsväggens utsida formades av inlandsisen när den sakta rörde sig förbi här för cirka 12 000 år sedan. Just här var riktningen från vänster till höger och hastigheten några centimeter om dagen. Isen formade hålkäl, rundhällar och i isen inslutna stenar lämnade isräfflor.                                                                                              |
|      | 7: Boplats från stenåldern 59°10′10″N 18°07′47″Ö / 59.16949°N 18.12979°Ö | På stenåldern, för 9 000 år sedan låg marken cirka 60 meter lägre än idag och dagens Haninge var en skärgård. Just här låg en mindre ö med en strand där dåtidens säljägare och fiskare kunde dra sina båtar i land och övernatta. Berget gav god utsikt över havet och skydd mot kalla vindar. Kvarlämnade redskap av sten vittnar om att stenåldersmänniskor slog läger här. |